# 328 v.Chr.
Het jaar 328 v.Chr. is een jaartal volgens de christelijke jaartelling.

## Gebeurtenissen

### Perzië
- Alexander de Grote overtuigt de Macedonische bevelhebbers om Centraal-Azië te veroveren.
- Clitus wordt tijdens een feestmaaltijd door Alexander de Grote in een woedeaanval vermoord.
- In Transoxanië treedt Alexander de Grote in het huwelijk met de 19-jarige Roxane.
- Alexander de Grote verovert Balkh en sluit een vredesverdrag met Khorazm Karakalpakië.

### Italië
- In Rome zijn Lucius Papirius Crassus en Lucius Plautius Venox consul van het Imperium Romanum.
- De Romeinen stichten een kolonie te Fregellae op de oostelijke oever van de Liris, een aftakking van de Trerus. De Samnieten zien dat als een vijandige daad.[1]

## Overleden
- Clitus (~375 v.Chr. - ~328 v.Chr.), Macedonische veldheer en vriend van Alexander de Grote (47)